# Мерцтаун (Пенсільванія)
Мерцтаун (англ. Mertztown) — переписна місцевість (CDP) в США, в окрузі Беркс штату Пенсільванія. Населення — 600 осіб (2020).

## Географія
Мерцтаун розташований за координатами 40°30′6″ пн. ш. 75°39′56″ зх. д. / 40.50167° пн. ш. 75.66556° зх. д. (40.501730, -75.665520).  За даними Бюро перепису населення США в 2010 році переписна місцевість мала площу 2,75 км², з яких 2,74 км² — суходіл та 0,01 км² — водойми.

## Демографія
Згідно з переписом 2010 року, у переписній місцевості мешкали 664 особи в 269 домогосподарствах у складі 178 родин. Густота населення становила 242 особи/км².  Було 289 помешкань (105/км²).
Расовий склад населення:
| - 97,4 % — білих - 0,6 % — азіатів - 0,3 % — корінних американців - 0,2 % — чорних або афроамериканців |

До двох чи більше рас належало 1,4 %. Частка іспаномовних становила 2,3 % від усіх жителів.
За віковим діапазоном населення розподілялося таким чином: 22,3 % — особи молодші 18 років, 63,1 % — особи у віці 18—64 років, 14,6 % — особи у віці 65 років та старші. Медіана віку мешканця становила 40,3 року. На 100 осіб жіночої статі у переписній місцевості припадало 99,4 чоловіків;  на 100 жінок у віці від 18 років та старших — 96,2 чоловіків також старших 18 років.
Середній дохід на одне домашнє господарство  становив 52 205 доларів США (медіана — 55 426), а середній дохід на одну сім'ю — 52 577 доларів (медіана — 53 581). За межею бідності перебувало 11,3 % осіб, у тому числі 0,0 % дітей у віці до 18 років та 0,0 % осіб у віці 65 років та старших.
Цивільне працевлаштоване населення становило 397 осіб. Основні галузі зайнятості: виробництво — 64,5 %, роздрібна торгівля — 15,1 %, будівництво — 9,3 %, мистецтво, розваги та відпочинок — 7,1 %.